# Praetorians
Praetorians é um jogo de computador, de estratégia em tempo real, produzido pela Pyro Studios e Eidos Interactive. Possui uma mecânica de jogo baseada em estratégias de combate e dá menos enfoque a economia, como a coleta de recursos naturais, fator importante em outros jogos do gênero.

## Jogabilidade
Ao contrário da maioria dos títulos de Estratégia em Tempo Real,  Praetorians concentra-se em estratégia e táticas militares, em vez de construir ou gerenciamento de recursos. As unidades são treinadas a partir de uma guarnição, que é construída em uma cidade ou vila, e um comandante enviado para supervisionar o recrutamento.
Cada civilização vem com sua própria miscelânea de unidades únicas com unidades que têm diferentes pontos fortes, habilidades e fraquezas. Algumas unidades possuem a mesma função para todas as civilizações, apresentando apenas diferenças visuais.  A variedade em unidades oferece ideias estratégicas diferentes dependendo de qual civilização o jogador está usando. 

### Tipos de Unidades

#### Infantaria Leve
Unidades de infantaria leve são geralmente mais fracas do que unidades de infantaria pesadas em combate corpo-a-corpo, e são muito suscetíveis a ataques por flecha, mas são as únicas unidades no jogo que podem atuar como construtores; são capazes de construir desde pontes de madeira e torres defensivas até máquinas de guerra e equipamentos de cerco, como torres e escadas. 

#### Infantaria Pesada
Unidades de infantaria pesada são fortes em combate corpo-a-corpo e bastante resistentes a ataques por flecha, mas geralmente muito mais lentos, e não podem viajar sobre terrenos aquáticos. 

#### Arqueiros
Unidades de arquearia são fracas em combate corpo-a-corpo, especialmente contra unidades de cavalaria, mas podem incendiar edifícios e equipamentos de cerco. 

#### Unidades de Lança
Unidades de lança são geralmente competentes em combate corpo-a-corpo, particularmente em sua formação "estacionária" defensiva quando formam uma parede de lanças, mas são suscetíveis a unidades de infantaria mais pesadas e ataques por flecha, e não podem viajar em florestas. 

#### Cavalaria
Unidades de cavalaria são rápidas, podem facilmente superar a maioria das tropas e vão muito bem em combate corpo-a-corpo com a maioria das outras unidades, mas são bastante suscetíveis a ataques a distancia e a maioria não pode viajar em florestas.

#### Unidades Especializadas
Cada civilização também tem acesso a três unidades altamente especializadas que são superiores às suas contrapartes "normais". Por exemplo: civilizações romanas podem ter campos de Gladiadores - soldados de infantaria que são especialistas em combate corpo-a-corpo - eles possuem a habilidade que pode imobilizar temporariamente as tropas inimigas, tornando-as completamente indefesas. Tribos bárbaras têm acesso à Cavalaria Alemã, que são a única unidade de cavalaria no jogo que pode viajar em florestas e também possui uma investida devastadora. Civilizações egípcias podem recrutar arqueiros especialistas da Núbia que podem disparar flechas venenosas que drenam constantemente os pontos de saúde das unidades inimigas.
Cada civilização também tem acesso a batedores para atuar como uma forma de reconhecimento, bem como médicos que podem curar suas tropas. O médico de cada civilização também carrega uma habilidade única específica para essa cultura.

### Mecânicas de Jogo

#### Terrenos de Jogo
Existem vários tipos de terreno no jogo. Florestas podem ser usadas para esconder unidades de infantaria, e para lançar emboscadas contra tropas em campo aberto. Terrenos aquáticos impedem a travessia de unidades de infantaria pesada, a menos que seja um local onde uma ponte de madeira possa ser construída. Terrenos com vegetação rasteira pode ser incendiado, e pode matar tropas que atravessam o fogo.

#### Alianças e Economia
Membros de uma aliança podem não atacar uns aos outros, embora ainda seja possível atacar um prédio aliado ou uma vila pertencente a um aliado. Em tempos de crise, os membros da equipe podem se comunicar através de mensagem. Aliados normalmente oferecerão tropas de reposição em assistência. 
Praetorians difere de outros jogos do gênero, pois os recursos naturais não são explorados no jogo. Na maioria dos jogos de estratégia em tempo real, itens como madeira, comida, ouro, pedra devem ser coletados, a serem gastos durante a criação de tropas. Porém em Praetorians único recurso que você precisa para recrutar soldados mais fortes são pontos de honra. Pontos de honra são ganhos lutando e matando tropas inimigas. Há também pontos de controle de tropas e pontos de controle de unidades, o primeiro limitará o número de tropas que um jogador pode ter em seu exército, e o último limita o número de soldados individuais e homens do exército que podem ser usados.

### Modos de Jogo
Praetorians apresenta três modos de jogo: Skirmish, Campanha e Multiplayer:

## Praetorians HD Remaster
Uma versão remasterizada foi anunciada pela Kalypso Media em junho de 2019 para PC, PlayStation 4 e Xbox One. O jogo foi lançado para PC no dia 24 de janeiro de 2020.